# 吉龙岛号客滚船

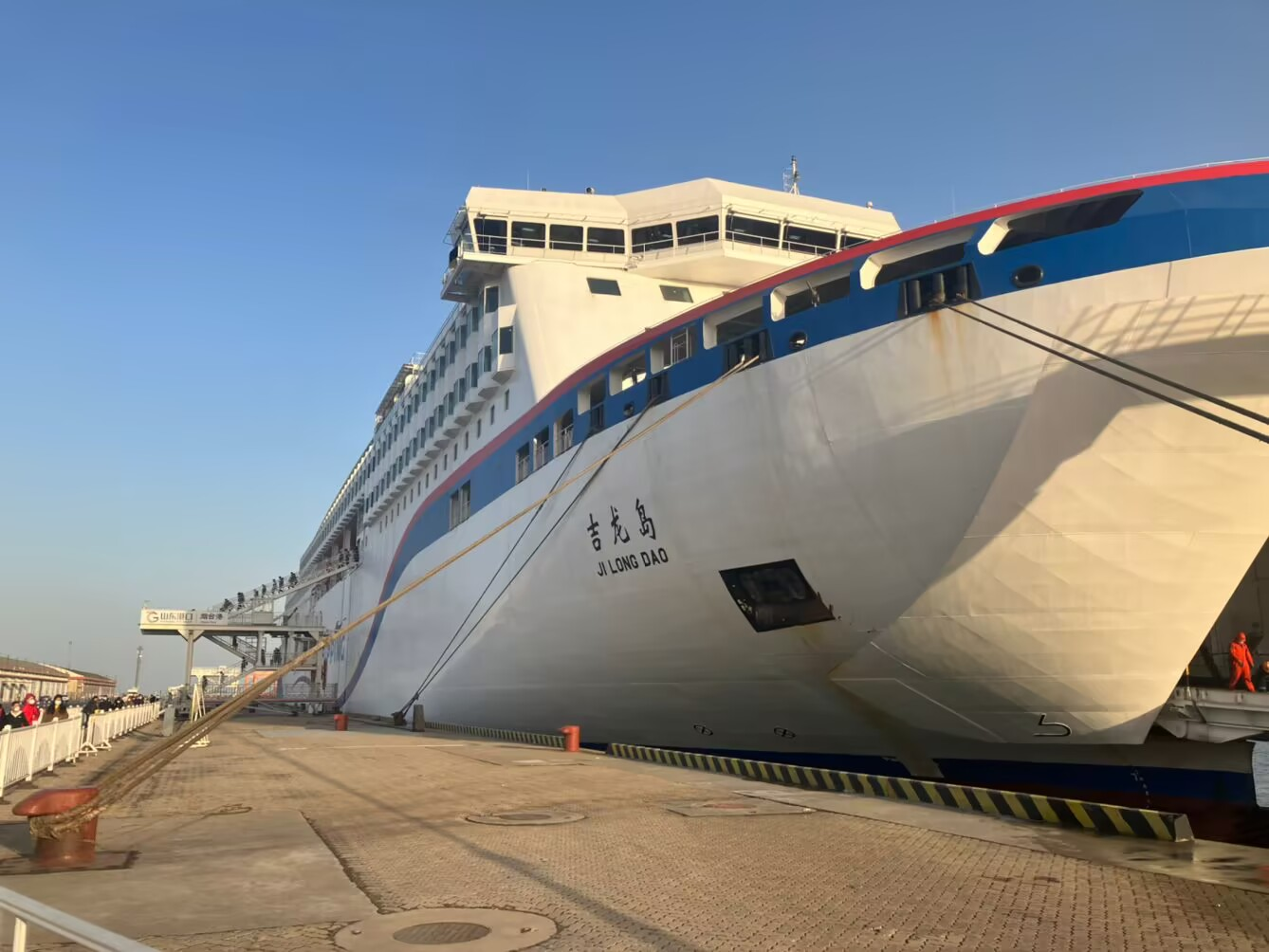
2023年1月18日拍摄于烟台港

“吉龙岛”号客滚船是中国的一艘客滚船，由中国船舶集团旗下的广船国际有限公司为中远海运客运有限公司建造。这艘1370客/2800米车道豪华客滚船是该系列的首艘船。2021年8月20日，“吉龙岛”号命名交付仪式在广州市南沙区举行，随后于2021年9月2日举行了首航仪式，正式投入运营，服务于大连至烟台航线。

## 船舶参数
| 中文名    | 吉龙岛       |
| --------- | ------------ |
| 运营航线  | 大连-烟台    |
| 首航时间  | 2021年9月2日 |
| 总吨位GRT | 43195        |
| 型宽      | 28.6米       |
| 型长      | 208米        |
| 吃水      | 8.6米        |
| 标准载客  | 1370人       |
| 车道长    | 2800米       |